# 抽濾管

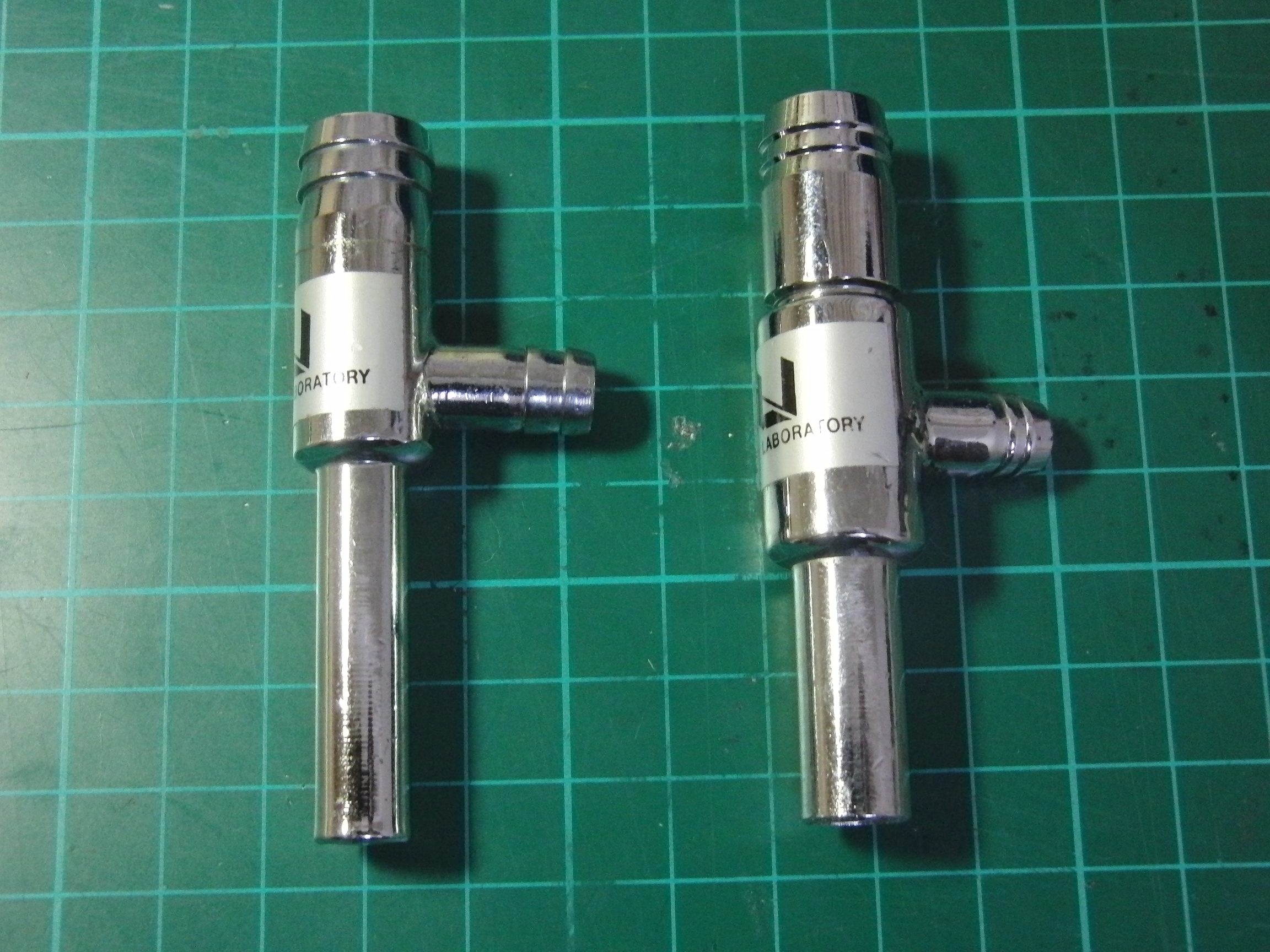
抽濾管

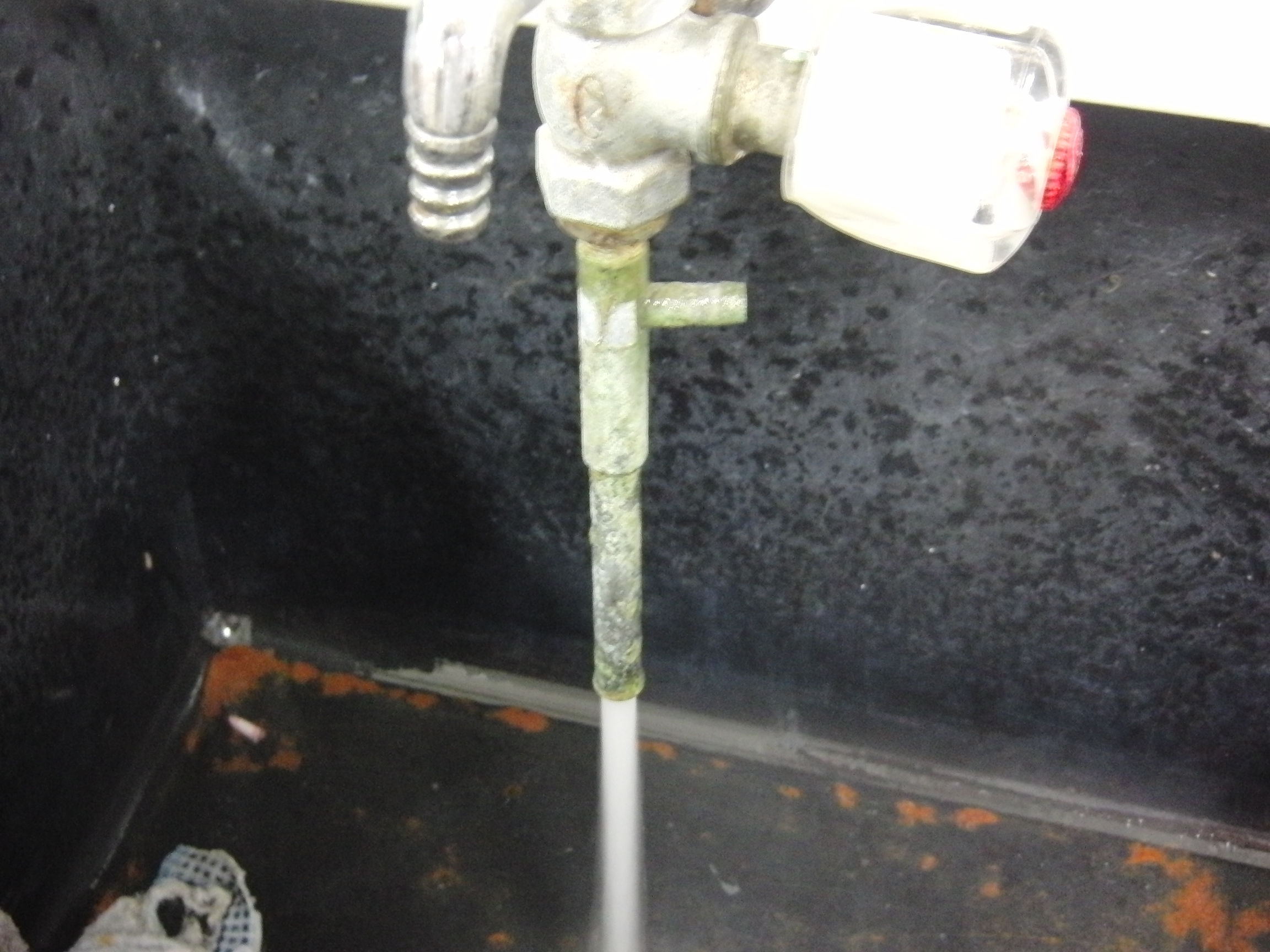
抽濾管使用狀況

抽濾管是實驗室中常進行減壓過濾、減壓蒸餾以提供真空環境的重要角色。它是利用伯努力效應以高速的水流通過一在側管裝置了閥門的三向管所組合而成，以此方法產生工作環境所需要的負壓。也有利用水幫浦所推動的循環水幫浦。最常應用的範圍是在於有機實驗室中的減壓蒸餾、減壓分餾等等。

## 結構
一個T形的不鏽鋼管、塑膠管或玻璃管。直通的兩管口孔徑大於側管口許多，且入口粗、中段細、出口粗。側管則為一個單向的止逆閥，以利達到真空、防止水流逆流至真空環境中而破壞儀器、容器中的物質。

## 使用
通常入水的上管口較出水的下管口粗。將上管口接至水龍頭或水幫浦，開啟水源使水流快速流動。接一真空用橡膠管於側管口，再將此管接至一緩衝瓶做為保護，以延長使用壽命。

## 特性
結構簡單，防腐蝕力強，耐酸鹼氣體。比起油式幫浦更易於維修。

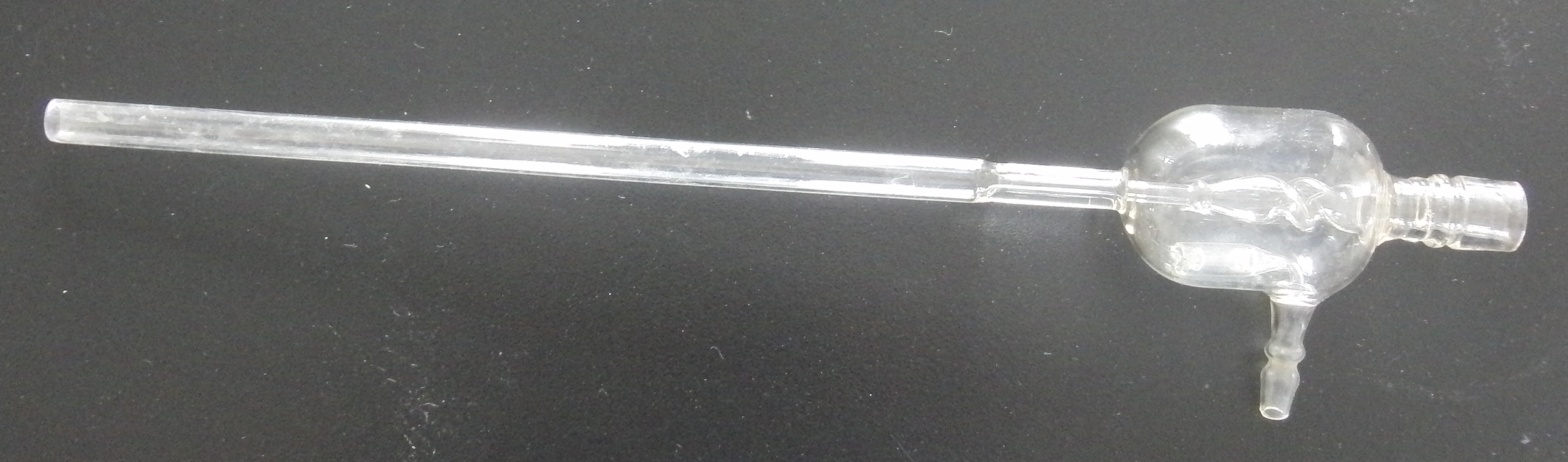
玻璃製的抽濾管更加說明了結構。
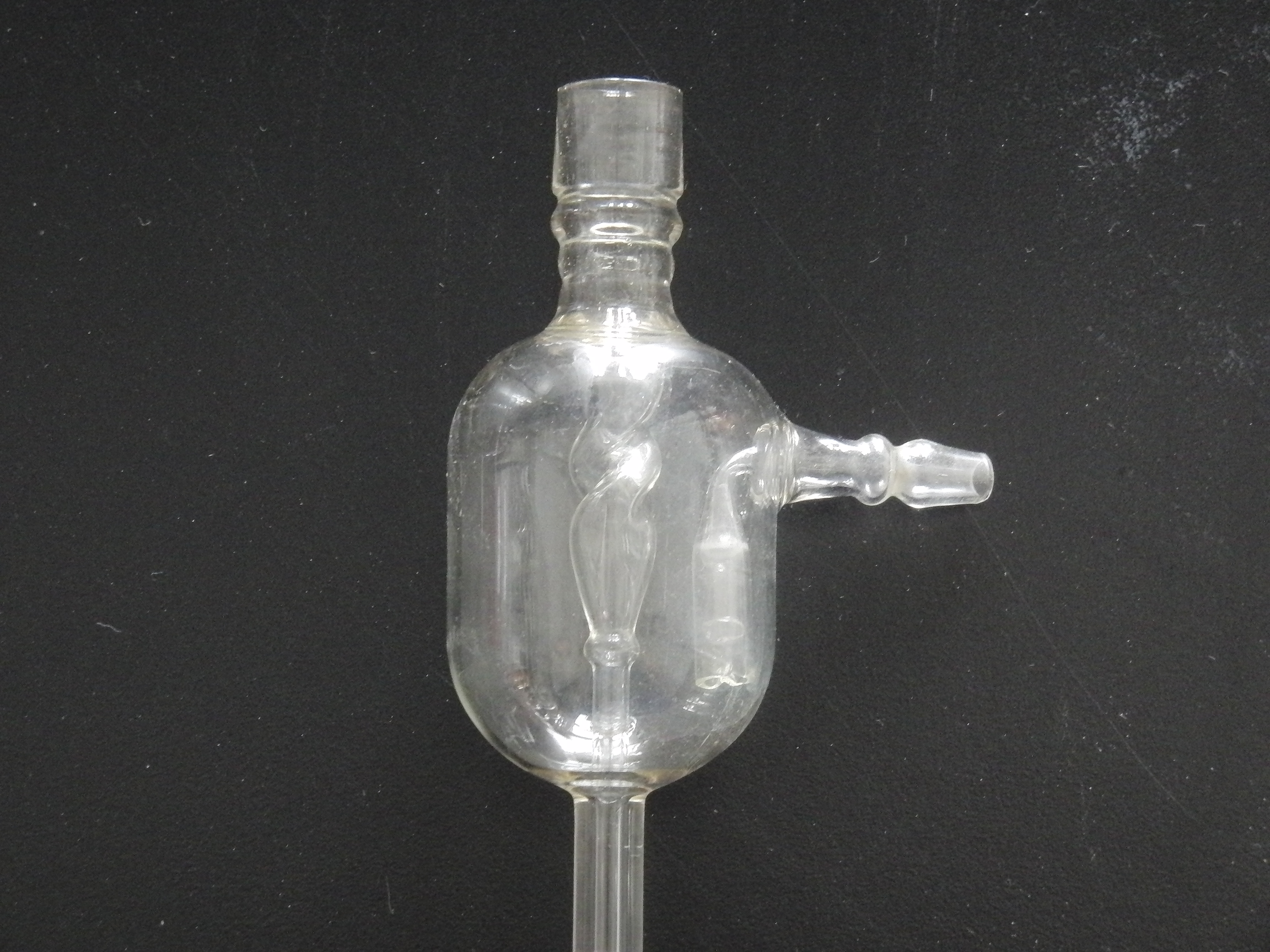
Glass aspirator 1.jpg
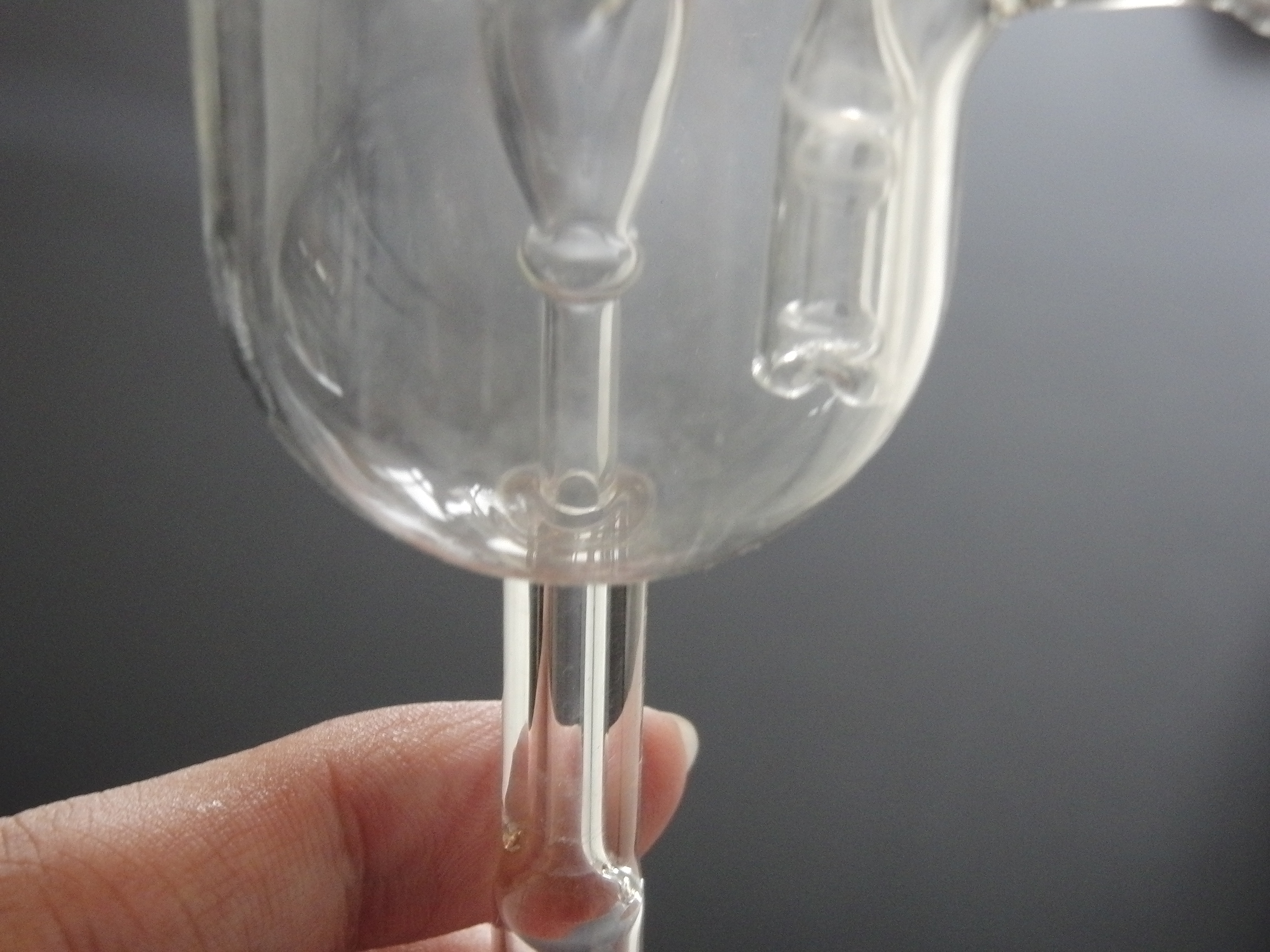
利用高速水流帶走氣體。